# Liiga
La Liiga (nota fino al 2013 come SM-liiga) è la massima serie del campionato finlandese di hockey su ghiaccio.

## Storia
È stata costituita il 24 maggio 1975 a sostituire il precedente massimo campionato, chiamato SM-sarja, giocato dal 1928. All'inizio il campionato era costituito da 10 squadre, e successivamente allargato prima a 12, poi a 13, e infine, dal campionato 2005-2006, a 14 squadre.
La SM-liiga è stata "chiusa" nel 2000, ovvero da allora le squadre partecipanti non sono più soggette alla retrocessione. Nel 2007 si è deciso di riaprire, a partire dalla stagione 2010-2011, il campionato, prevedendo una gara al meglio dei 7 incontri tra l'ultima classificata e la prima della Mestis.
È considerato il quinto campionato più importante al mondo (dietro ad NHL, KHL, Extraliga ceca ed Elitserien svedese).

## Squadre partecipanti
| Squadra      | Città        | Arena, capacità             |
| Espoo Blues  | Espoo        | LänsiAuto Areena, 6 982     |
| HIFK         | Helsinki     | Helsingin jäähalli, 8 200   |
| HPK          | Hämeenlinna  | Ritari-areena, 5 360        |
| Ilves        | Tampere      | Hakametsä, 7 300            |
| JYP          | Jyväskylä    | Synergia-areena, 4 437      |
| KalPa        | Kuopio       | Data Group Areena, 5 064    |
| KooKoo       | Kouvola      | Lumon Areena, 6 400         |
| Oulun Kärpät | Oulu         | Oulun Energia Areena, 6 614 |
| Lukko Rauma  | Rauma        | Kivikylän Areena, 5 400     |
| Pelicans     | Lahti        | Isku Areena, 5 530          |
| SaiPa        | Lappeenranta | Kisapuisto, 4 820           |
| Vaasan Sport | Vaasa        | Vaasa Arena, 4 512          |
| Tappara      | Tampere      | Hakametsä, 7 300            |
| TPS          | Turku        | HK Arena, 11 820            |
| Porin Ässät  | Pori         | Isomäki Areena, 6 466       |

### Squadre che hanno partecipato alla massima serie
- FoPS retrocessa nel 1977, oggigiorno Forssan Palloseura (FPS)
- Sport retrocessa nel 1979
- Koo-Vee retrocessa nel 1980
- KooKoo retrocessa nel 1990
- JoKP retrocessa nel 1992, oggigiorno Jokipojat
- TuTo retrocessa nel 1996
- JyP HT, oggigiorno JYP
- Kiekko-Espoo oggigiorno Blues
- Kiekkoreipas, Hockey-Reipas, Reipas erano i precedenti nomi dei Pelicans
- Jokerit

## Vincitori

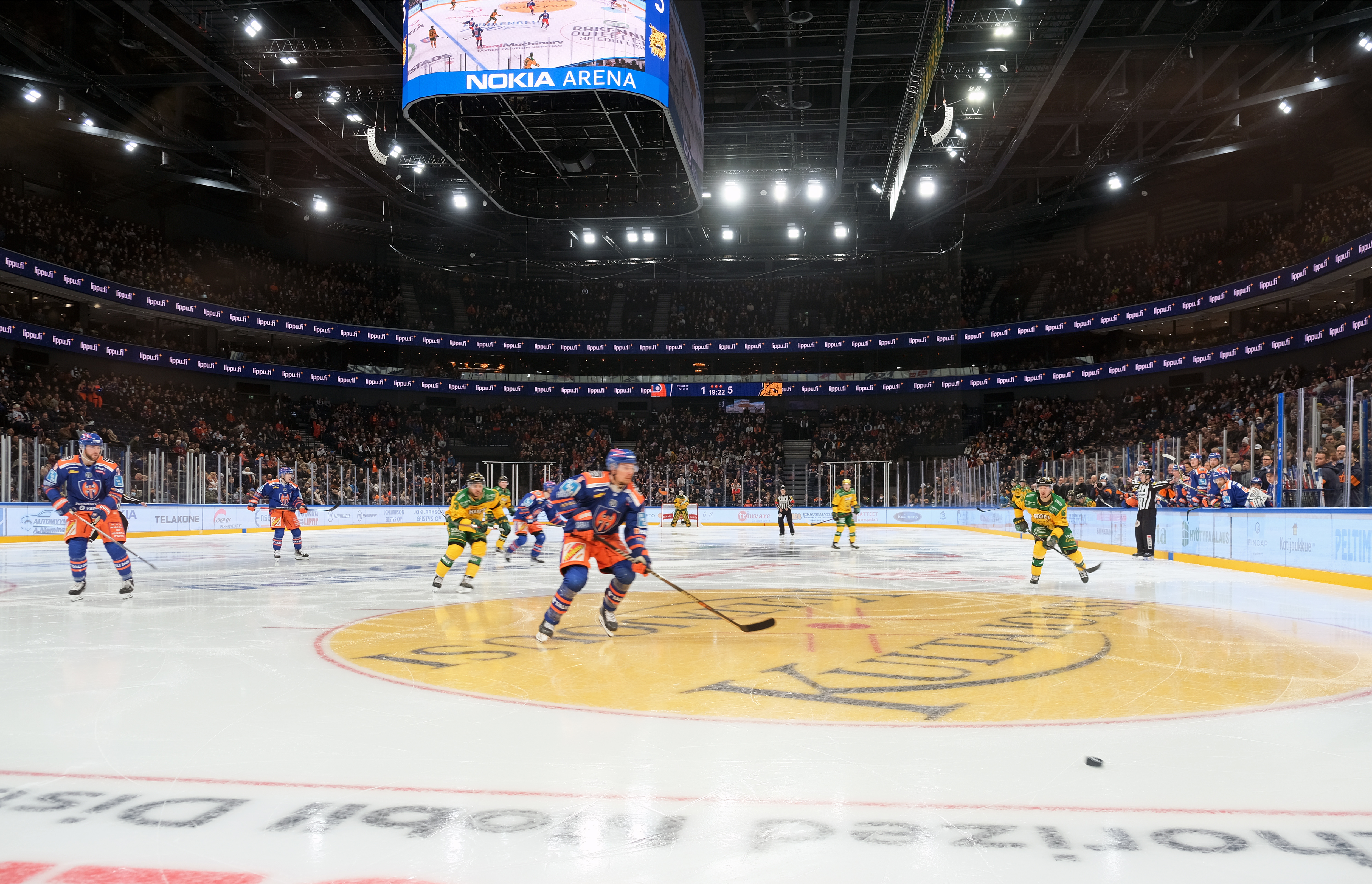
Tappara e Ilves nell'Nokia Arena (2021)

La squadra vincitrice dei play-off riceve il Kanada-malja ("Coppa Canada"), e a ciascun giocatore viene assegnata una medaglia d'oro. Anche la vincitrice della stagione regolare riceve un trofeo (il Harry Lindbladin muistopalkinto, "premio a memoria di Harry Lindblad").
| Anno | Vincitore | Argento  | Bronzo  | Vincitore stagione regolare |
| 1976 | TPS       | Tappara  | Ässät   | TPS                         |
| 1977 | Tappara   | TPS      | KooVee  | Tappara                     |
| 1978 | Ässät     | Tappara  | TPS     | Tappara                     |
| 1979 | Tappara   | Ässät    | TPS     | Ässät                       |
| 1980 | HIFK      | Ässät    | Kärpät  | TPS                         |
| 1981 | Kärpät    | Tappara  | TPS     | Tappara                     |
| 1982 | Tappara   | TPS      | HIFK    | TPS                         |
| 1983 | HIFK      | Jokerit  | Ilves   | Jokerit                     |
| 1984 | Tappara   | Ässät    | Kärpät  | Tappara                     |
| 1985 | Ilves     | TPS      | Kärpät  | TPS                         |
| 1986 | Tappara   | HIFK     | Kärpät  | Tappara                     |
| 1987 | Tappara   | Kärpät   | HIFK    | Kärpät                      |
| 1988 | Tappara   | Lukko    | HIFK    | Ilves                       |
| 1989 | TPS       | JyP HT   | Ilves   | TPS                         |
| 1990 | TPS       | Ilves    | Tappara | TPS                         |
| 1991 | TPS       | KalPa    | HPK     | TPS                         |
| 1992 | Jokerit   | JyP HT   | HIFK    | JyP HT                      |
| 1993 | TPS       | HPK      | JyP HT  | TPS                         |
| 1994 | Jokerit   | TPS      | Lukko   | TPS                         |
| 1995 | TPS       | Jokerit  | Ässät   | Jokerit                     |
| 1996 | Jokerit   | TPS      | Lukko   | Jokerit                     |
| 1997 | Jokerit   | TPS      | HPK     | Jokerit                     |
| 1998 | HIFK      | Ilves    | Jokerit | TPS                         |
| 1999 | TPS       | HIFK     | HPK     | TPS                         |
| 2000 | TPS       | Jokerit  | HPK     | TPS                         |
| 2001 | TPS       | Tappara  | Ilves   | Jokerit                     |
| 2002 | Jokerit   | Tappara  | HPK     | Tappara                     |
| 2003 | Tappara   | Kärpät   | HPK     | HPK                         |
| 2004 | Kärpät    | TPS      | HIFK    | TPS                         |
| 2005 | Kärpät    | Jokerit  | HPK     | Kärpät                      |
| 2006 | HPK       | Ässät    | Kärpät  | Kärpät                      |
| 2007 | Kärpät    | Jokerit  | HPK     | Kärpät                      |
| 2008 | Kärpät    | Blues    | Tappara | Kärpät                      |
| 2009 | JYP       | Kärpät   | KalPa   | JYP                         |
| 2010 | TPS       | HPK      | JYP     | JYP                         |
| 2011 | HIFK      | Blues    | Lukko   | JYP                         |
| 2012 | JYP       | Pelicans | Jokerit | Blues                       |
| 2013 | Ässät     | Tappara  | JYP     | Lukko                       |
| 2014 | Kärpät    | Tappara  | Lukko   | SaiPa                       |
| 2015 | Kärpät    | Tappara  | JYP     | Lukko                       |
| 2016 | Tappara   | HIFK     | Kärpät  | HIFK                        |
| 2017 | Tappara   | KalPa    | HIFK    | Jyvaskyla                   |

### Titoli vinti per squadra

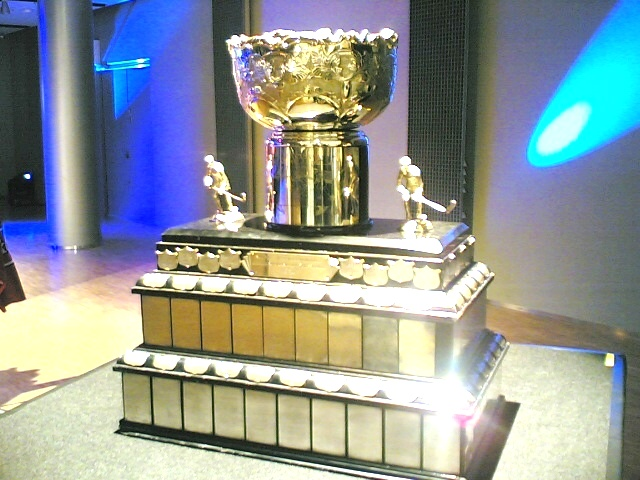
Il Kanada-malja (coppa Canada), trofeo assegnato alla squadra vincitrice dei play-off

| Squadra         | Titoli | Anni                                                       |
| --------------- | ------ | ---------------------------------------------------------- |
| TPS             | 10     | 1976, 1989, 1990, 1991, 1993, 1995, 1999, 2000, 2001, 2010 |
| Tappara Tampere | 10     | 1977, 1979, 1982, 1984, 1986, 1987, 1988, 2003, 2016, 2017 |
| Oulun Kärpät    | 7      | 1981, 2004, 2005, 2007, 2008, 2014, 2015                   |
| Jokerit         | 5      | 1992, 1994, 1996, 1997, 2002                               |
| HIFK            | 4      | 1980, 1983, 1998, 2011                                     |
| Porin Ässät     | 2      | 1978, 2013                                                 |
| JYP             | 2      | 2009, 2012                                                 |
| Ilves           | 1      | 1985                                                       |